# Emilie Benes Brzezinski
Pour les articles homonymes, voir Brzezinski.
Emilie Benes Brzezinski, née à Genève (Suisse) le 21 janvier 1932 et morte le 22 juillet 2022 à Jupiter (Floride),, est une sculptrice américaine d'origine tchèque.

## Biographie
Emilie Anna Benes (en tchèque : Emílie Anna Benešová), petite-nièce d'Edvard Beneš alors ministre des Affaires étrangères de la Tchécoslovaquie, naît en Suisse en 1932. Après avoir vécu une partie de son enfance durant la Seconde Guerre mondiale en Grande-Bretagne, puis aux États-Unis, elle étudie les beaux-arts au Wellesley College près de Boston dans le Massachusetts. Son frère Václav Edvard Beneš (en) (né en 1931) est un mathématicien américain réputé.
En 1955, elle épouse le politiste Zbigniew Brzeziński, professeur à Harvard, qui sera dans les années 1970 et 1980 le conseiller à la sécurité nationale du président Jimmy Carter.
Son œuvre artistique est constituée de sculptures réalisées tout au long de sa vie. Elle travaille avant tout le bois, puis le bronze. Sa première exposition individuelle a lieu à Washington en 1981.
Son œuvre monumentale de 1993 « Lintel » a été sculptée dans le cerisier puis coulée en bronze. Elle fait partie de la collection Grounds For Sculpture (en), un parc-musée de 140 000 m2 dans le New Jersey. L'artiste participe notamment à la Biennale internationale d'Art contemporain de Florence en 2003 et est invitée en 2005 à la Biennale internationale de la sculpture de Vancouver (en).